# Christoph Adam von Breitenbauch
Christoph Adam von Breitenbauch (* 16. Juli 1662 auf Burg Ranis; † 3. August 1708 auf Schloss Brandenstein) war ein deutscher Landrat und Kriegskommissar sowie Rittergutsbesitzer.

## Leben
Christoph Adam von Breitenbauch entstammt dem thüringischen Adelsgeschlecht von Breitenbauch und war der älteste überlebende Sohn von Wolf Christoph von Breitenbauch. Melchior von Breitenbauch war sein Großvater. Er wuchs in Burg und Stadt Ranis in der Sekundogenitur Sachsen-Zeitz auf und schlug wie viele seiner Familienangehörigen eine höhere Verwaltungslaufbahn im Dienst der Wettiner ein. Am Hof in Gotha lebte er ab 1678 und unternahm im darauffolgenden Jahr eine Bildungsreise nach Frankreich und 1683 nach Italien.
1686 tötete er in einem Duell einen Wachtmeister und konnte sich gegen eine hohe Geldbuße von der Todesstrafe freikaufen. Dadurch kam er jedoch in finanzielle Bedrängnis. Er trat in den Kriegsdienst und ging außer Landes. 1690 kehrte er in die Heimat zurück und teilte 1692 mit seinem Bruder die ererbten väterlichen Besitzungen und zog auf Schloss Brandenstein, das er im Barockstil umbauen ließ.
Herzog Moritz Wilhelm von Sachsen-Zeitz ernannte Christoph Adam von Breitenbauch 1700 zum Landrat und 1706 zu seinem Kriegskommissar.
In den Jahren zwischen 16946 und 1708 nahm er an den kursächsischen Landtagen als Vertreter der Ritterschaft teil.
Nachdem er 1708 starb und am 5. August in Ranis beigesetzt wurde, erschien seine Leichenpredigt bei Johann Ritter in Saalfeld in Druck.

## Familie
Er war seit 1690 mit Eva Elisabeth von Gräffendorff aus Mechterstädt verheiratet. Aus der Ehe gingen zwölf Kinder hervor, jeweils zur Hälfte Söhne und Töchter.